# Sabbiena
Il Torrente Sabbiena è un corso d'acqua a carattere torrentizio che nasce dalle pendici occidentali del Poggio del Tiglio, nelle Colline Pisane al confine fra i comuni di Santa Luce e Chianni, per poi sfociare nel Lago di Santa Luce.

## Il corso del Sabbiena

### Corso superiore
Il Torrente Sabbiena nasce dalle pendici occidentali del Poggio del Tiglio, nelle Colline Pisane, a circa 590 m s.l.m. Nei primi due chilometri del suo corso, caratterizzati da una pendenza media di circa il 20%, il torrente riceve i suoi primi tre affluenti (Botro delle Mandriacce, in sinistra idraulica; Botro del Crognolo e Botro di Nibbiaia, in destra idraulica), oltre che un numeroso insieme di piccoli affluenti sotto il chilometro di lunghezza e senza specifica denominazione.
Il corso superiore si può considerare terminato a circa tre chilometri dalla sorgente, dopo la confluenza con il Botro del Ragno (suo affluente in sinistra idraulica) in diretta prossimità dell'abitato di Santa Luce: le pendenze, che già si erano ridotte a circa il 15%, si fanno adesso sempre più moderate, e il Sabbiena si prepara ad affrontare il suo corso inferiore.

### Corso inferiore
Nella prima parte del suo corso inferiore, lunga circa 1 chilometro e caratterizzata da una pendenza di circa il 10%, il torrente Sabbiena costeggia a sud, per l'intero suo sviluppo longitudinale, il borgo di Santa Luce. In questa prima parte il torrente riceve altri due importanti affluenti, entrambi in sinistra idraulica ed entrambi provenienti dalle pendici occidentali del massiccio Monte Maggiore: il Botro dei Lecci e la Fonte delle Lame.
A questo punto il Sabbiena, una volta superata la SP13 in prossimità della località La Sughera, si prepara ad affrontare l'ultima parte del suo corso inferiore. In questo tratto – abbandonato ormai il bosco ed entrato adesso nella parte collinare coltivata – il torrente scorre per circa 5 chilometri con una bassa pendenza (4% circa), compiendo numerose anse e ricevendo, oltre al Botro dei Casalini (in sinistra idraulica) e al Botro La Fossa (in destra idraulica), i piccoli ma numerosi canali di scolo dei terreni agricoli.
Superato il centro sportivo comunale Le Colombaie di Santa Luce, il torrente Sabbiena disegna le ultime due tortuose anse e si getta finalmente nel Lago di Santa Luce, terminando il suo corso.

## Il regime idraulico del Sabbiena
Il Torrente Sabbiena è, appunto, un corso d'acqua a carattere torrentizio: nonostante per buona parte dell'anno il torrente sia caratterizzato da basse portate (in estate può arrivare ad essere completamente in secca), nel periodo autunnale e invernale, soprattutto a seguito di intense precipitazioni nella parte superiore del suo bacino idrografico, può arrivare ad avere brevi periodi di portate molto elevate. In queste circostanze, si registrano difatti quasi annualmente piccole e circoscritte esondazioni in punti specifici del suo percorso.

## Elenco degli affluenti

### In sinistra idraulica
- Botro delle Mandriacce
- Botro del Ragno
- Botro dei Lecci
- Fonte delle Lame
- Botro dei Casalini

### In destra idraulica
- Botro della Franca
- Botro di Nibbiaia
- Botro La Fossa